# رودولف لیپرت
رودولف لیپرت (به آلمانی: Rudolf Lippert) (۲۹ اکتبر ۱۹۰۰ – ۱ آوریل ۱۹۴۵) نظامی و ژنرال آلمانی بود.